# Împreună pentru totdeauna
Împreună pentru totdeauna (spaniolă Mañana es para siempre) este o telenovelă mexicană difuzată între 2009 și 2010 avându-i ca protagoniști pe Fernando Colunga și Silvia Navarro.

## Distribuție
| Actor/actriță            | Personaj |
| ------------------------ | --- |
| Lucero                   | Bárbara Greco de Elizalde La Hiena / Rebeca Sánchez Frutos, Antagonista, mama Aurorei. Sfârșește în închisoare pentru mai mult de 200 de ani, apoi se arde cu alcool, dar totuși, nu regretă. |
| Silvia Navarro           | Fernanda Elizalde Rivera, Protagonistă, îl iubește pe Eduardo |
| Fernando Colunga         | Eduardo Juarez Cruz / Franco Santoro, Protagonist, o iubește pe Fernanda |
| Sergio Sendel            | Damián Gallardo †, rău. Bătut până la moarte din ordinele Bárbarei Greco. |
| Rogelio Guerra           | Gonzalo Elizalde / Artemio Bravo †, Soțul Barbarei, tatăl Fernandei. Ucis de Barbara. |
| Dominika Paleta          | Liliana Elizalde Rivera, sora Fernandei, victimă a Barbarei |
| Guillermo Capetillo      | Aníbal Elizalde Rivera, fratele Fernandei , soțul Priscilei , ticălos |
| Roberto Palazuelos       | Camilo Elizalde Rivera |
| Carlos de la Mota        | Santiago Elizalde Rivera |
| Arleth Terán             | Priscila Alvear Elizalde, soția lui Anibal |
| Marisol del Olmo         | Erika Astorga |
| Ariadne Díaz             | Aurora Artemisa Sánchez Bravo Elizalde, fiica lui Barbara Greco |
| Mario Iván Martínez      | Steve Norton |
| Alejandro Ruiz           | Jacinto Cordero, cel mai bun prieten al lui Eduardo |
| Dacia Arcaraz            | Margarita Campillo, soția lui Jacinto |
| Aleida Núñez             | Gardenia Campillo, sora lui Margarita |
| Claudia Ortega           | Flor Campillo |
| Manuela Ímaz             | Natasha Baeza, prietena lui Camilo |
| Luis Bayardo             | Ciro Palafox † |
| Jaime Garza              | Silvestre Tinoco, Tatăl Martinei |
| Tania Vazquez            | Venus García, îndrăgostită de Steve Norton |
| Mariana Rios             | Martina Tinoco |
| Benjamin Rivero          | Lucio Bermejo |
| Janet Ruiz               | Adolfina |
| Ricardo Silva            | Dr. Plutarco Obregón |
| Archie Lanfranco         | Rolando Alvear |
| Esteban Franco           | Osvaldo |
| Luis Gimeno              | Părintele Bosco |
| Lourdes Munguia          | Dolores "Dolly" de Astorga #1, Mama lui Erika |
| Ofelia Cano              | Dolores "Dolly" de Astorga #2, Mama lui Erika |
| Humberto Elizondo        | Agustín de Astorga, Tatăl lui Erika |
| Hilda Aguirre            | Graciela Palafox, soția lui Ciro |
| Rafael del Villar        | Simón Palafox, fiul lui Ciro |
| Yolanda Cianni           | Úrsula de Gallardo, Mama lui Damian |
| Rudy Casanova            | Policarpio "Carpio" |
| Jaime Lozano             | Jairo Roca †, Moare într-o explozie. |
| Maria Prado              | Dominga Ojeda †, Moare într-o explozie. |
| Fabian Robles            | Vladimir Piñeiro, cel mai bun priten a lui Damian, o iubește pe Priscila |
| Edith Márquez            | Julieta Sotomayor |
| Erika Buenfil            | Montserrat Rivera de Elizalde †, soția lui Gonzalo, mama lui Aníbal, Camilo, Liliana, Fernanda & Santiago. Omorâtă de Barbara.                                                                |
| María Rojo               | Soledad Cruz †, A murit de pneumonie |
| Gustavo Rojo             | Bishop |
| Violeta Fuga             | Fernanda Elizalde, (ca copil) |
| Omar Yubeili             | Eduardo Cruz, (ca copil) |
| Bryam Alejandro          | Jacinto, (ca copil) |
| Alberich                 | Anibal Elizalde, (ca adolescent) |
| Angel Mar                | Camilo Elizalde, (ca adolescent) |
| Jacqueline Arroyo        | Tomasa, servitoare |
| Josefina Echánove        | Rosenda |
| Salvador Ibarra          | Doctor Carlos Rey |
| Adalberto Parra          | René Manzanares †. Omorât de Lucio. |
| Ignacio López Tarso      | Isaac Newton, avocatul lui Ciro |
| Cecilia Gabriela         | Altagracia Linares de Elizalde, soția lui Jerónimo, mama lui Gonzalo |
| Claudia Troyo            | Ana Gregoria Bravo, servitoare, Mama lui Artemio |
| David Rencoret           | Lozoya |
| Juan Antonio Edwards     | Grajales |
| Juan Carlos Casasola     | Graciano |
| Carlos Cámara Jr.        | Jacobo Roa |
| Rafael Novoa             | Miguel Lascuráin |
| Adriana Rojo             | Maică superioară |
| María Morena             | Hermana Fidelia |
| Julio Camejo             | Herminio |
| Theo Tapia               | Curiel |
| Adriana Vacarezza        | Alejandra |
| Enrique Lizalde          | Judecător (Ultimul episod) |
| Ana Martín               | Femeie ciudată (Ultimul episod) |
| Andrea Legarreta         | Reporter |
| Elizabeth Aguilar        | Madame |
| Pedro Webber "Chatanuga" | Tobías |
| Mariana Seoane           | Chelsy |